# 48er
Das 48er (bis 1998 48-Stunden-Festival) ist ein von 1993 bis 2016 und seit 2024 jährlich in Herrenberg im Sommer stattfindendes Musik- und Kleinkunstfestival. Es wurde von einem größtenteils jugendlichen Team komplett ehrenamtlich organisiert. Am Festival selbst arbeiteten in den letzten Jahren stets mehr als 100 ehrenamtliche, unbezahlte Helfer mit.
Die Veranstaltung findet auf dem Gelände des JuHas, des Jugendhauses in Herrenberg, statt. Es wird auf einer Innen- und einer Außenbühne veranstaltet. Nachts wurden auf der Außenbühne Filme gezeigt.
In den besten Jahren zählte das 48er je Veranstaltungswochenende rund 12.000 Besucher.

## Geschichte
Das Festival entstand als 48-Stunden-Festival auf Initiative von Besuchern und Zivildienstleistenden des Jugendhauses Herrenberg, auf dessen Grundstück es bis zum Schluss stattfand. Anfänglich erstreckten sich die Darbietungen noch von Freitag bis Sonntag, später nur noch Freitag und Samstag jeweils bis frühmorgens. Es war von Anfang an als eine Veranstaltung mit kostenlosem Eintritt und künstlerischem Anspruch gedacht, welches sich selbst finanziert.
Zu Beginn kamen nur wenige hundert Besucher, jedoch konnte bereits im ersten Jahr mit WIZO eine größere Band als auftretender Künstler gewonnen werden.  Von 1994 bis 2002 stand es jedes Jahr unter einem wechselnden Motto. 1996 trat, kurz vor seinem Bekanntwerden, Michael Mittermeier auf. Seit 1999 wird das Festival nur noch 48er genannt.
2017 wurde das Festival abgesagt, nach Veranstalterangaben aufgrund zurückgehender Unterstützung und steigender Kosten. Ende 2017 folgte die Bekanntgabe des Endes des 48ers, womit es sich beim Festival 2016 um das letzte 48er-Festival in Herrenberg handelte. Seitdem findet jeden Sommer ein kleineres Festival, genannt Feschtiiwaal, mit Ähnlichkeit zum 48er auf demselben Gelände statt.
Seit 2024 findet das Festival unter dem Namen 48er wieder statt.

## Bisherige Line-Ups
| Jahr                            | Line-Up |
| ------------------------------- | --- |
| 1993                            | Backwater, Brillante Dilettanten, l, Gut und Billig, Harry und Tommy, Japanese Condoms, Jesue's Confused Cheesefeet Beat, Man Afraid About His Horse, Mr. Snake-Boy, Nitehawk Pleasure, Simons, The Karma, Whitey Roots, WIZO, Zwoi Takter |
| 1994 Und wieder 48 Stunden...   | Alice D., Broken Toys, Bull Bell Jones, Check your Carma, Chorus of dispproval, Helmut und Gerhard, Confused Mindfuckers, Harm de Saug, Ironside, Kick the Habit, Man Afraid About His Horse, Purple Raven, Sorry my Sox, The Harries |
| 1995 Immer wieder 48 Stunden... | Andreas Schönfelder & Band, Blunt, Brain Cramp, Disability, Dongaclass, Farmer Boys, Jeff, La Rifary, Loud Minority, Mörder Mondschein, Schönfeld, X-Rays |
| 1996 Jetzt erst recht!          | Changing Attitude, Chaos On Earth, Der Schöne und das Biest, Dog Biosa, Friendly Fire, Killrays, Love Under Will, Lutz Häusler, Michael Mittermeier, Mystery, NUZ:Y, Pharaoh House Crash, Samarajiwa & Blanco, Spiders go surfin', Super Sonnig, Zeux |
| 1997 Na also!                   | Airfresh, Blunt, Confused Mindfuckers, Court Jester’s Crew, Detlef Winterberg, Die Opodeldox, Earl Okin, FaberhaftGuth, Jess Jochimsen, KGB (Band), La Rifary, Mundwerk, Rantanplan, Soup, Tombstone Trasher, Wahn |
| 1998                            | Bandit Jazz, Boiler, Changing Attitude, Crimson Gallery, Der Schöne und das Biest, End of Green, Fourex, Letzte Instanz, Marius Jung, Missing Brain, Peter Spielbauer, Polliwog, Sorry my Sox, Toys, Youth Tribe & Bandit Jazz, Zeux |
| 1999 Da werden Sie geholfen...  | Baffdecks, Best of Prey, Die letzte Instanz vs. Papasax, Fruit, Gobsmacked, Incredible Choice, La Rifary, Love Under Will, Murx Brothers, Pharaoh House Crash, Renz bei Rechner, Sidekick, Vince Ebert |
| 2000 Du bist nicht allein!      | Area 52, Basement 6, Buchstabensuppe, Hoblin's Choice, Irie Feelings, My Deepest Inner, RaCoon, Saxattack, Wildbad Bahnhof |
| 2001                            | keine Veranstaltung |
| 2002 Back to life!              | Beatdiggaz, Buchstabensuppe, Chinchilla, Der Telök, Kamikasters, Laxatives, Lutz, Merino, Nitrojunkies, no encores, P.Cont, Peer Gynt, Revenge Of Insanity, Reggaeneration, Siva Purana, Slain, Sofa Sonic, Soulstrip, Spicy Roots, Stagebox, Suender, The Chain, Thetaphi, Thoughtless, Wärters Schlechte |
| 2003                            | Basement 6, Big Jim, Bloodflowerz, Café de Paris, DJ Age, Fake Faders, Godzillas Töchter, Hennes Bender, Knock On Wood, Luxuskoerper, Madeira Cake, P.O.R.N. Cops, Reggeaneration, RolldogX, Serotonine, Sixie und Fuchs, Stone Cold Crazy, Suit Yourself, Suender, The Cue, The Mellers, Thetaphi, Toilets, Uptown Butterfly, Wärters Schlechte, Zeux |
| 2004                            | African Bongomen, Blumenbauer, Brot und Spiele, Daytrip, DJ Age, Dustsucker, Ernie’s Tale, Fallen Yggdrasil, Laconic Star, Peer Pressure, Reggae Vibes, Revenge of Insanity, Riot Brigade, Rubberfresh, RolldogX, Scrapy, Shakedown Pilots, Sidekick, Sipol, Sixie und Fuchs, Skirmish, Specious Sleaze, Thetaphi, Yakuzi, ZSK |
| 2005                            | Adjudgement, Bananafonques, Crack Family, DJ Age, f.e.p.i., Four Versus, Guerilla, Kammerton, Karma.Connect, Katzera, no.encores, Noise Convention, Nu Sports, Panama Riddim Section, Perspektive (Band), P.O.R.N. Cops, Revenge Of Insanity, Riot Brigade, Shellproof, Sixie und Fuchs, Skirmish, Steif, The Mellers, Thetaphi, tia, Uptown Butterfly, Xeption |
| 2006                            | AKa Frontage, AudioFQ, AutoBot, Blue Velvet, Brot und Spiele, Bungalow Bang Boys, callous.pain, Daniel Faust, Desert Sun, DJ Hägar, Fear My Thoughts, Fetzer & The Turbochargers, Fourex, Johnny Mlelodic, Käsebaum, Karma.Connect, Katzera, MoskovSKAya, Obtrusive, Panama Riddim Section, PARockers, Peer Pressure, Revolverheld, Riot Brigade, Thetaphi, Xeption, Zeux                                                                                               |
| 2007                            | AudioFQ, AutoBot, Breschdleng, Cosmonoise, Crack Pie, Cut My Skin, Dziura, Ezzo, Jagga Bites Combo, Jammin*Inc, Jive Injector, Johnny Mlelodic, Omar Mangold, Querschlag, Reimstoff, Somehow, Somnium, Soulfood International’s Rock Steady Revue feat. Dr. Ring-Ding, Submarien, Teamkiller, The Pokes, The Setup, Thetaphi, This Wasted Ink, Yuwingo, Zeux, Zion Rocet Orchestra                                                                                      |
| 2008                            | Audio FQ, Broken Handcuffs, Brot und Spiele, Buccaneer Sound System, Cataract, Cosmonoise, Crisis Never Ends, Cube Acoustics, DJ Bessy, Ezzo, Gammalapagos, Häns Dämpf, Jagga Bites Combo, Jennifer Rostock, Jolly Japlin, Johnny Mlelodic, Mad Sin, Panama Riddim Section, The Parachutes, Proud Losers, Right before Summer, Ruby Shock, Sascha Santorineos, The Shocks, Thetahpi, Toffelkopf, Tourette (Band)                                                        |
| 2009                            | Breschdleng, Buccaneer Sound System, Chopstick, Rakede, DJ Bessy, Emily Still Reminds, Gutmensch, Helldorados, Itchy Poopzkid, Locomotion (Band)\|Locomotion, Luis & Laserpower, Mellow Mark & Pyro Merz & The Ruffcats, Ohrbooten, Pavel, P:lot, Polly., Right Before Summer, Shotgun Express, Skill Variety, Soul Techniques, Subconscious, The Bottrops, The Jerks, The Rising Rocket, The Savants, Thetaphi                                                         |
| 2010                            | Kaéla, The Box Fox, Frieder, Derby Dolls, Bakkushan, Rejected Youth, Emil Bulls, Ira Atari & Rampue, DJ Bessy, Herr Lühnemann & Jetlef Dance, HerrenbergBigBand, Emily Still Reminds, Pavel, The Helldorados, Rude.L, May the Silence Fail, La-Boum, Fateful Finality, Volxtanz, Tieflader, Kongo Joe Orchestra, TARLD, Les Babacools, Thetaphi, Locomotion |
| 2011                            | Missing Brake, Phrasenmäher, trölf, Itchy Poopzkid, Katzenwolf, EMTP, The Nelsons, Infight, Live at Kalibou Beach, FRESH JUICE, Buccaneer Soundsystem, HerrenbergBigband, Lucas Johnson’s nju:funk, Häns Dämpf, Wootakka, Suit Up, Open Season, Irie Révoltés, Bulletproof, Ear-Shot, Right Before Summer, Mindead, Deliver, Sim Sin, Thetaphi, Minimalte & Karaat (Locomotion), Janik Tesla                                                                            |
| 2012                            | ELYZN, Emily Still Reminds, The Sorrow, Skindred, Bauernbrot, Mom’s Day, Heisskalt, The Sunpilots, Modern Pets, Red Alert, Timo (Mindead), tba, Polly, HerrenbergBigband, Ezzo, Mista Wicked & Riddim Disasta, Red Ska, Russkaja, NIL, Dayrot, Fateful Finality, May The Silence Fail, Superbutt, Stereo Dynamite, Testsieger, RockRainer, Thetaphi, Minimalte & Karaat (Locomotion)                                                                                    |
| 2013                            | Ohrbooten, Luxuslärm, Nora, FoxNamedKing, Radio Havanna, tba, Nil, Goodbye Fairground, Helldorados, Electric Love, Sacrety, The Algorithm, DJ Faz, Minimalte & Karaat, Philipp Eissler, HerrenbergBigband, Triple S, Schwanzproductions, Piracy, The Prosecution, Furasoul, Mofakette, City Kids feel the Beat, Scarsign, Undertow, Breschdleng, Schmutzki, Luis & Laserpower, Fresh Juice, Thetaphie, Buccaneer Sound                                                  |
| 2014                            | Die Apokalyptischen Reiter, Open Season, Jaya the Cat, RockKids, Paradise June, Metusa, tuXedo, Old Man Coyote, Adoney, Begbie Boys, KopfEcho, Tune Circus, Disco Monique, Yi1, Radau & Rabatz Klub, Jonny Mlelodic & exBird, Lesbian Rank Ingferno, Mira Wunder, The Mixed Version, Konvoy, Nasou, Dr. Aleks & The Fuckers, Exelade, Snow White Alice D, Stereo Dynamite, Right Before Summer, Unleash the Sky, Krashkarma, Schmutzki, Fresh Juice, Minimalte & Karaat |
| 2015                            | Jamaram, Fiddler’s Green, Swiss und Die Andern, RockKids, The Hunting Elephants, Restless Feet, The Moorings, About Fall, Crooked Youth, Ezzo, Electric Love, Radio Havanna, SEA + AIR, Yi1, Radau & Rabatz Klub, Die Original Enztäler, AudioFQ, Last Man Standing, Antiheld, Schlaraffenlandung, Django S, Flixx 'N' Hooch, Dust & Bones, Contracrash, Dayrot, Nil, Doom Division, Breschdleng, 19XX, Minimalte & Karaat & Zeitgenosse                                |
| 2016                            | Feuerschwanz, Exilia, Jaya the Cat, Mundwerk-Crew, Sky Five, Over 9000, Souldrinker, Katzenwolf, Fuckin Disco Dance Machine, Insanity, Bad Liver, ATOA, Radio Havanna, Yi1, Radau & Rabatz Klub, Die Original Enztäler, Fuchs & Krüml, Last Man Standing, Qunstwerk, Mira Wunder, The Tips, Konvoy, Nebulus, Heart of Chrome, Helldorados, An Early Cascade, Cypecore, Break Down A Venue, We Are, Buccaneer Sound, Jonas Leibinger B2B Andrew Kapp                     |
| 2024                            | Lebensstille, SENDESCHLUSS, Küste, Departure, Honeymoon Lecter, Krankheim, Splittersicht, Meister Chang, Nachbardach, Indrawn, MAVIS, Underscore, No Name Until Fame, BELLADONNA, kleinstadt, Friends Don’t Lie, Attic Stories, Vicious Brewery, Nebulus, Tales of Valor, HerezA, Fateful Finality, Impvlse, Decay of Silence, (Abgesagt: AxxED, AVRALIZE) |